# Église Saint-Léger de Guebwiller
Pour les articles homonymes, voir Église Saint-Léger.
L'église Saint-Léger (St. Leodegar Kirche en allemand) est une église paroissiale catholique située à Guebwiller, en France.

## Localisation
L'église est située dans le département français du Haut-Rhin, sur la commune de Guebwiller. L'édifice a été construit au cœur du noyau urbain d'origine dans l'actuelle "ville haute".

## Histoire

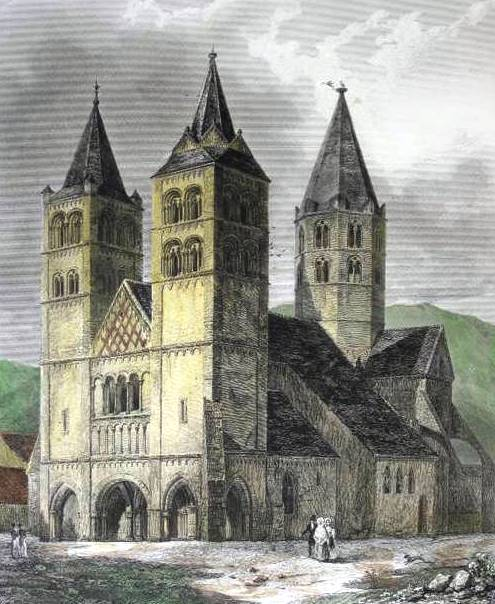
L'église au XIX.

Une première église de plan quadrangulaire est construite sur le site à l’époque carolingienne, vers l’an 800. Elle est remplacée vers le début du XIe siècle par un nouvel édifice plus grand et doté d’un clocher-porche.
Sa construction s'est déroulée sous l'impulsion de l'abbé de Murbach. La date du début de sa construction reste incertaine : elle se situerait entre 1142 et 1182,. La date de l'achèvement est estimée entre 1200 et 1230. L'église a subi de nombreuses modifications. Au XIVe siècle, l'abside romane de l'église est détruite et remplacée par une abside gothique. Des travées latérales sont rajoutées au XVIe siècle et la toiture est remodelée au cours du XIXe siècle. À la même époque, la façade est restaurée dans son état d'origine, hormis les contreforts qui ont dû être modifiés.
Lors de la Révolution, en 1794, l'église est désaffectée. Il faut attendre 1831 pour que la pratique du culte soit rétablie. L'édifice est classé au titre des monuments historiques en 1842. À la suite des bombardements des deux guerres mondiales, les anciens vitraux sont remplacés par de nouveaux, réalisés par le maître verrier Chapuis.

## Architecture

### Édifices antérieurs
L’église carolingienne est un simple rectangle de 18,5 m de long sur 9,5 m de large. Le peu de vestiges conservés et leur altération par les constructions ultérieures ne permet pas d’avoir une image très précise de son aspect, mais il s’agit probablement d’un édifice assez simple regroupant dans un même espace sous charpente la nef et le chœur. Ceux-ci auraient alors été seulement séparés par une cloison légère, par exemple un chancel en bois. Le sol est constitué d’une chape de mortier de chaux tandis que la toiture est couverte de tuiles conservant les formes de l’époque romaine.
Avec ses 26,6 m de long et 15 m de large, l’église préromane est de plus grandes dimensions que l’édifice qu’elle remplace. Elle est composée d’un clocher-porche massif de 8 m de côté donnant accès à un espace quadrangulaire regroupant sous charpente la nef et un chœur à chevet plat. Il n’est pas possible de restituer avec certitude la disposition intérieure de la nef, mais il est possible que l’espace intérieur ait été divisée en trois vaisseaux. Dans l’ensemble, cette église devait avoir un aspect similaire à celui du Dompeter.

### Extérieur
La construction de cet édifice a été réalisée en grès des Vosges. L'église comporte une tour de croisée (fin du XIIe siècle, début du XIIe siècle), une tour sud (fin du XIIe siècle), des marmousets (fin du XIIe siècle), une rose, une nef et chœur, une base de pilier, une clef de voûte (XIVe siècle), un maître-autel (1775-1779) et les tableaux Saint-Léger au Siège d'Autun (1875) et L'Assaut des Armagnacs (1455). Au XIVe siècle l'église se voit adjoindre un chœur gothique qui remplacera celui à chevet plat construit à l'époque romane. Puis, au XVIe siècle, elle subit un agrandissement consistant en l'ajout de deux collatéraux extrêmes au nord et au sud. Elle en comptera alors cinq.
Quatre statues, appelées marmousets, représentant des hommes accroupis se trouvent sur les glacis de la tour de croisée. Leur signification n'est pas certaine. Au-dessus du porche d'entrée se trouve le tympan : le Christ est représenté trônant et bénissant. Il est entouré de saint Léger et de la Vierge. Cette dernière est représentée couronnée puisqu'elle est la reine des Cieux. Saint Léger, lui, est représenté nimbé. Il tient un phylactère qui devait originellement être peint.
Les fouilles archéologiques ont permis de mettre au jour les fondations des anciens édifices, ainsi que de trouver des fragments de roses autour de l'édifice. Cela a mené à leur reconstitution et à leur mise en place dans les bras du transept.
L'aspect général de la façade occidentale rappelle l'église Sainte-Foy de Sélestat. La tour de croisée octogonale et la présence à sa base des marmousets rappelle l'église Saints-Pierre-et-Paul de Rosheim.

### Intérieur
Les chapiteaux de la nef sont dépourvus de décors excepté à l'entrée du chœur. Un des vitraux situé dans le chœur illustre l'assaut des Armagnacs sur Guebwiller en 1445.
La structure de la nef est typique des édifices de son époque et de son ère géographique, notamment dans la présence d'alternance des supports : il y a des piles fortes et des piles faibles. Il y aurait eu un fort lien entre le chantier de l'église et celui de la cathédrale de Bâle. Il faut savoir qu'à l'époque, l'actuel Haut-Rhin appartenait au diocèse de Bâle, et non pas à celui de Strasbourg comme c'est le cas aujourd'hui.
En outre, la présence d'une chapelle haute au dessus du porche rappelle les traditions que l'on appelle carolingiennes, c'est-à-dire qui font écho avec les façons de faire qui datent de l'époque de Charlemagne. Ce type de résurgence est très présent dans le Saint-Empire romain germanique et cela peut s'expliquer par le fait que celui-ci se veut être le successeur de l'Empire de Charlemagne.
Cette chapelle peut servir de tribune d'honneur pour des invités de marque ou pour le clergé. Il est difficile d'avoir une idée précise de son utilisation ancienne. Cette chapelle a été occupée par l'orgue de l'église jusqu'à ce qu'il soit démonté et remplacé par un autre dans le bras sud du transept.

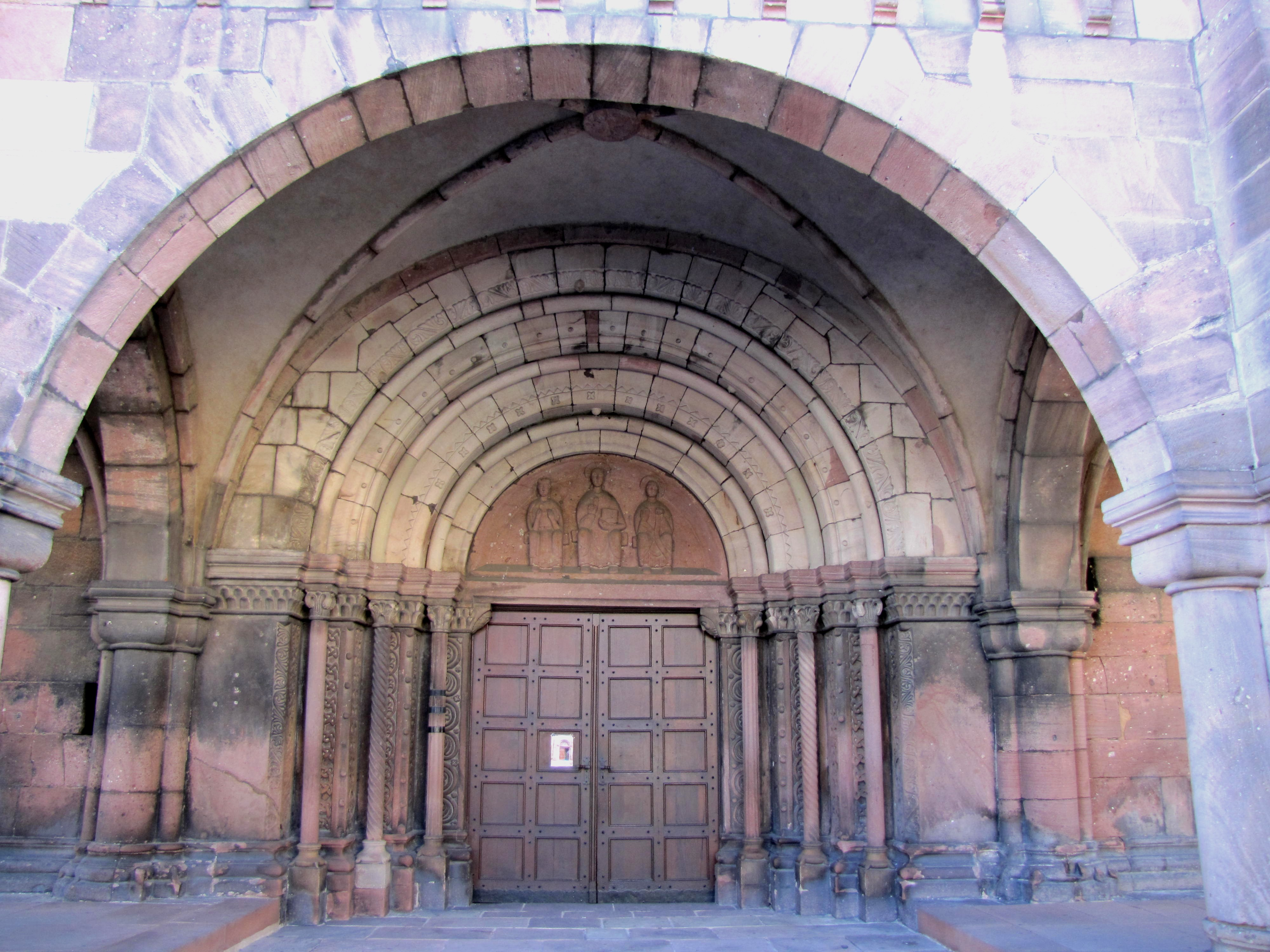
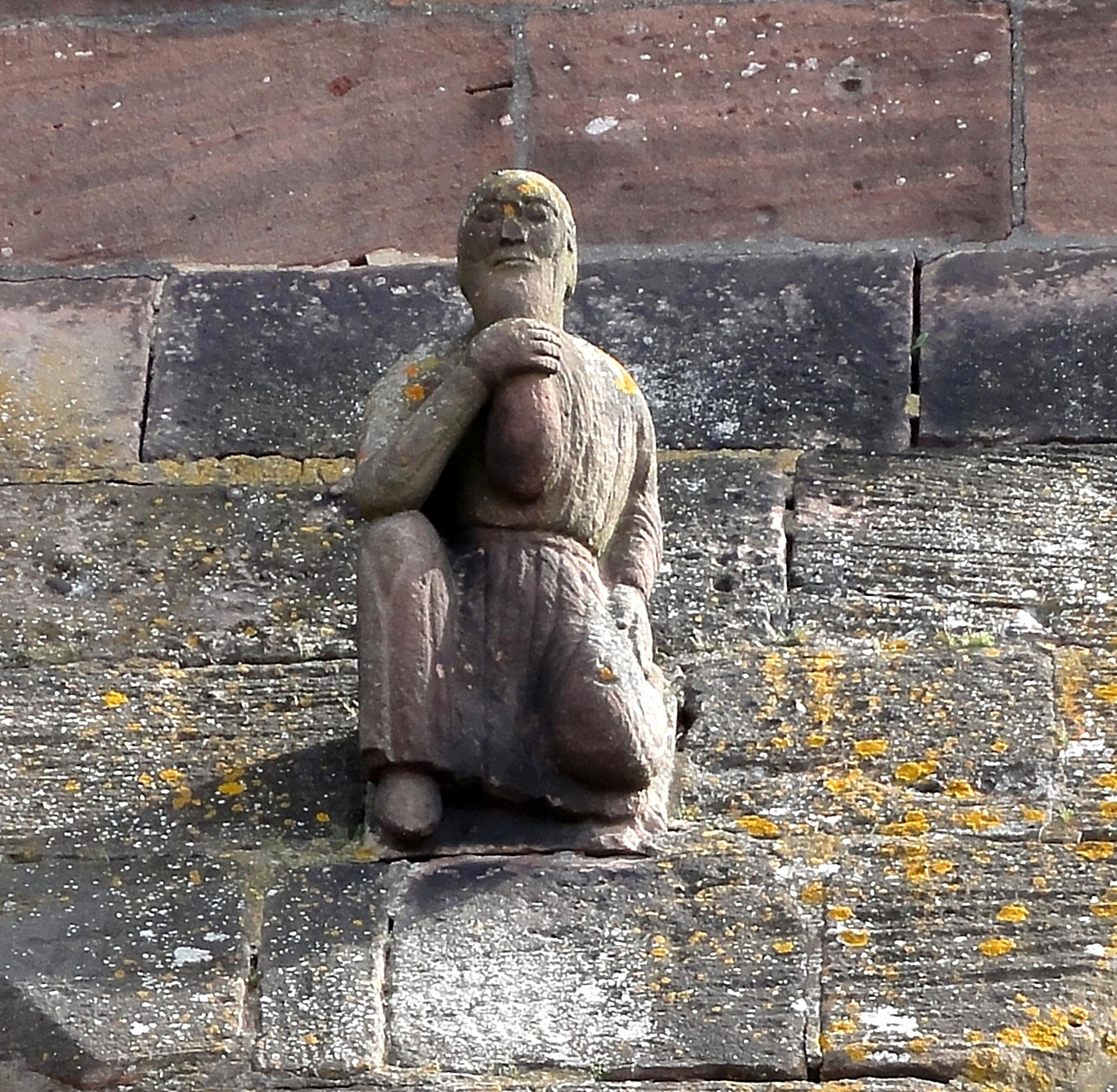
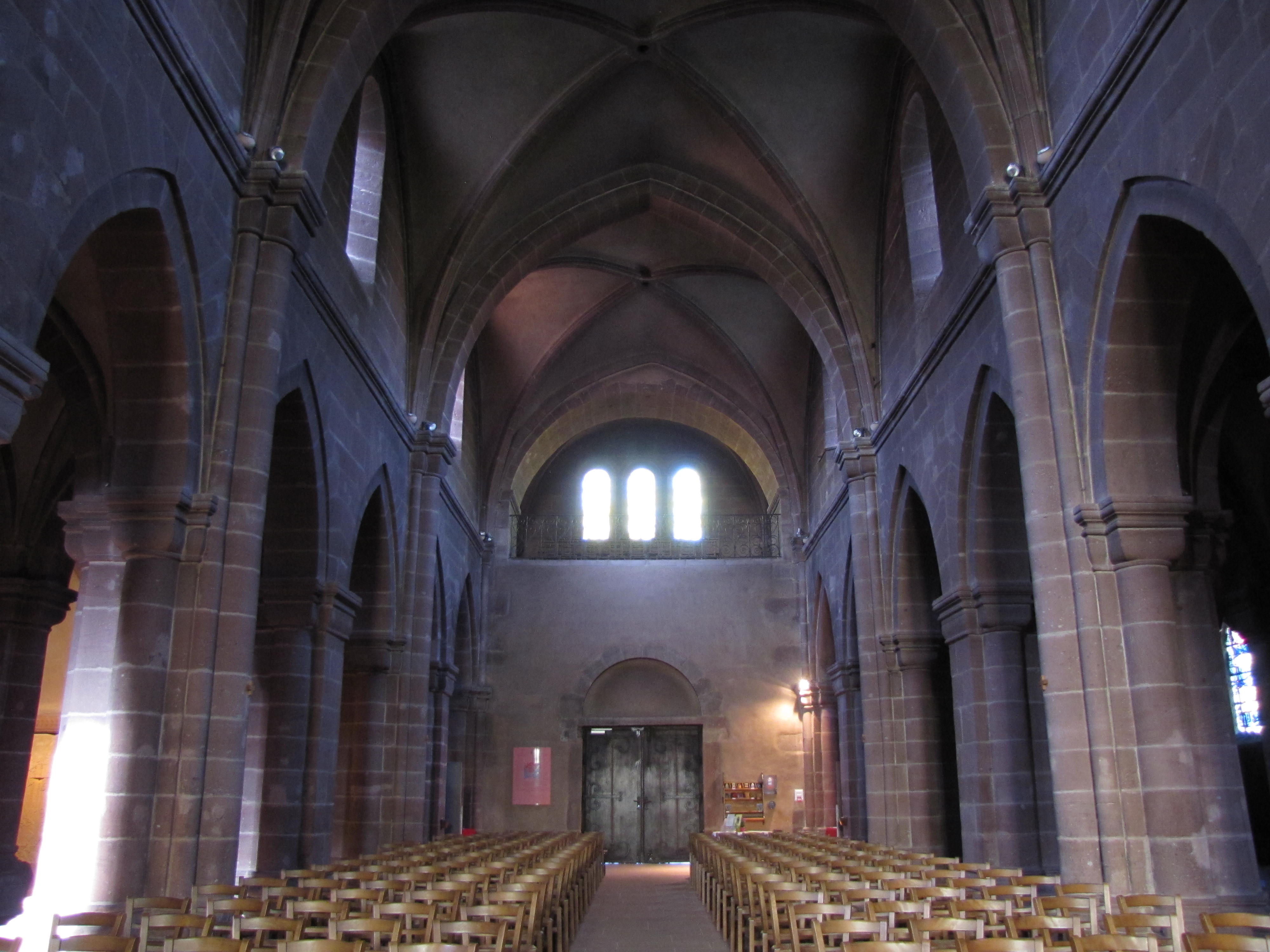
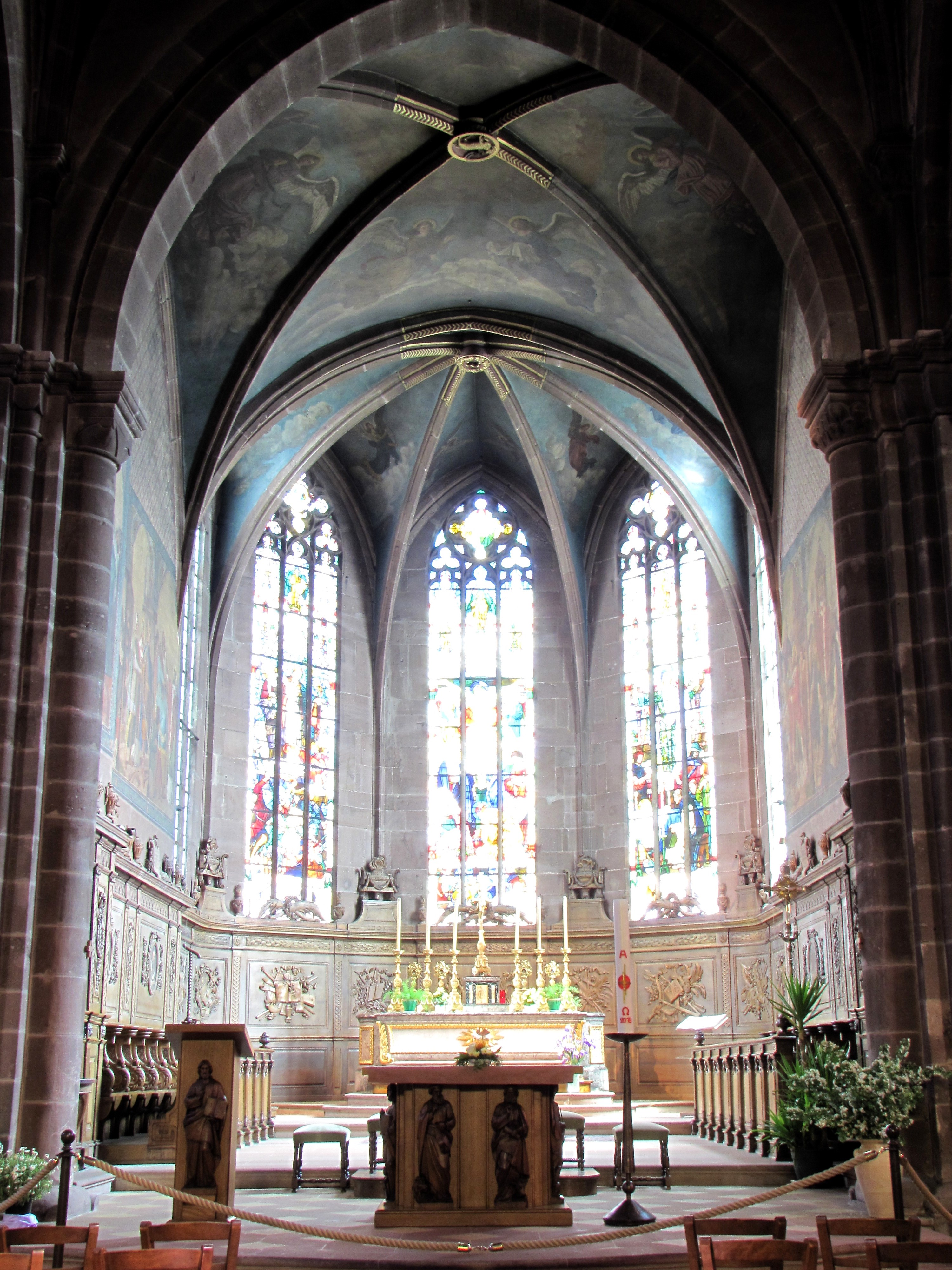
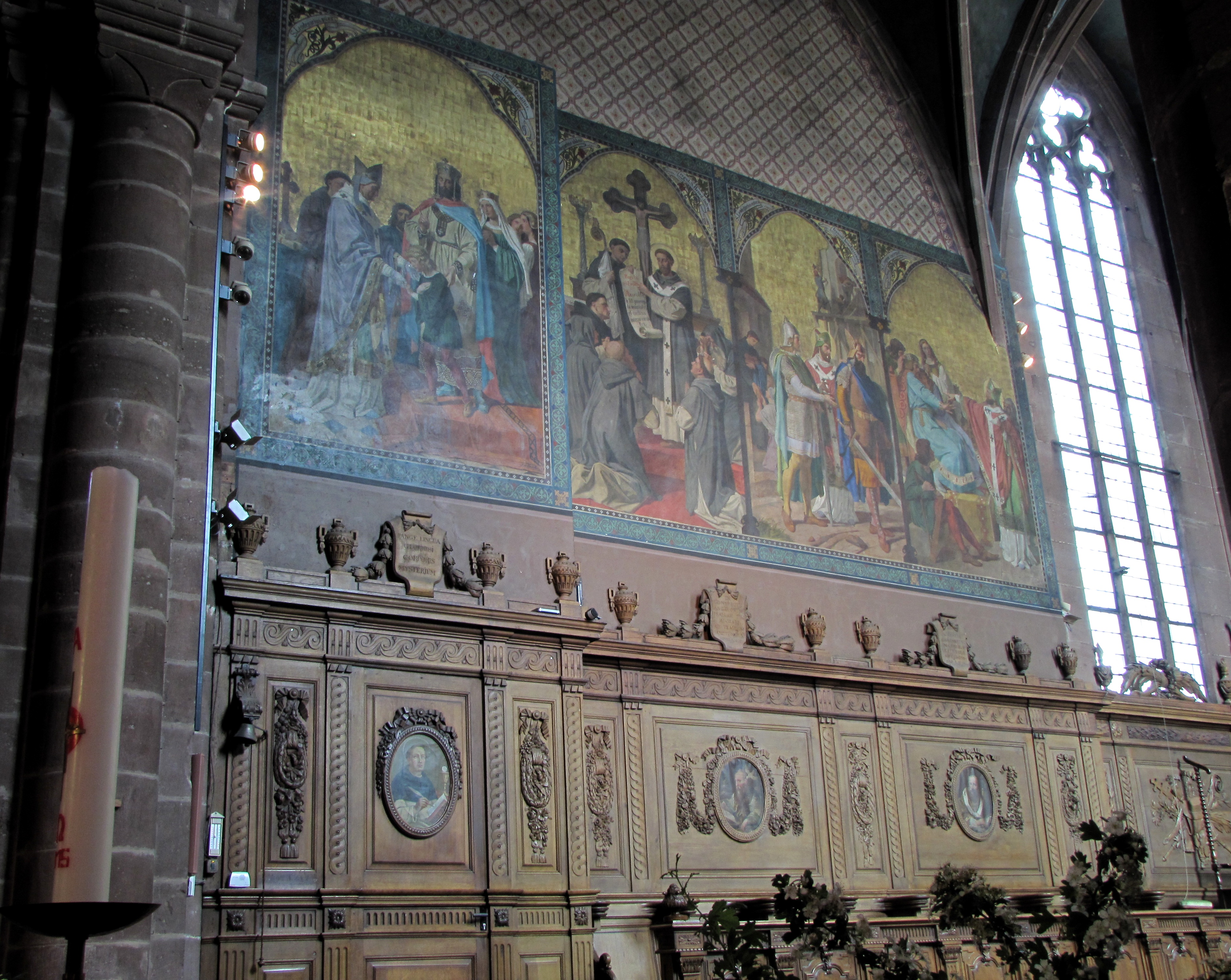
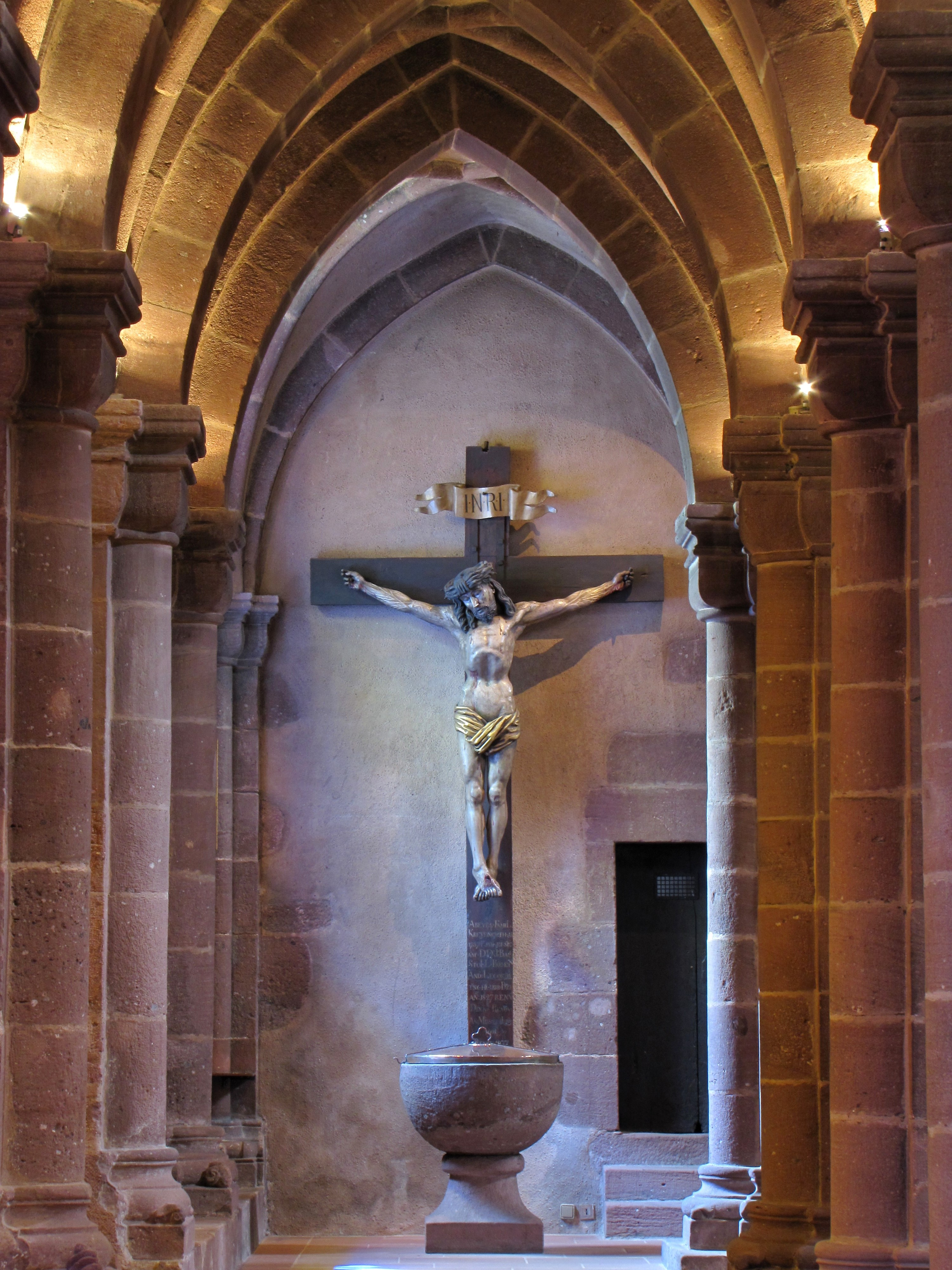